# Preis der Besten
Le Preis der Besten (en français, Prix des Meilleurs) était une course hippique de trot attelé se déroulant sur l'hippodrome de Munich en Allemagne.
Créée en 1946, c'était une course de Groupe I européenne réservée aux chevaux d'âge. Elle a été supprimée du calendrier en 2003.

## Palmarès
| Année | Vainqueur         | Pays       | Distance | Temps  | Père             | Driver             | Deuxième          | Troisième          |
| ----- | ----------------- | ---------- | -------- | ------ | ---------------- | ------------------ | ----------------- | ------------------ |
| 2002  | Fontaine du Poli  | France     | 2 100 m  | 1'13"6 | Quartz Bellêmois | Bernard Piton      | Legendary Lover K | Freiherr As        |
| 2001  | Giesolo de Lou    | France     | 2 100 m  | 1'14"3 | Biésolo          | Jean-Paul Fichaux  | Flambeau des Pins | Royal Pit          |
| 2000  | Euro Ringeat      | France     | 2 100 m  | 1'14"7 | Seigneur Ringeat | Guy Verva          | Whammer           | Intact Hornline    |
| 1999  | Varenne           | Italie     | 2 100 m  | 1'13"3 | Waikiki Beach    | Giampaolo Minnucci | Demon Sid         | Euro Ringeat       |
| 1998  | Huxtable Hornline | Suède      | 2 100 m  | 1'14"7 | Sherwood         | Anders Lindqvist   | Durvalo           | Ézira Josselyn     |
| 1997  | Huxtable Hornline | Suède      | 2 112 m  | 1'14"1 | Sherwood         | Anders Lindqvist   | Dryade des Bois   | Kano Comfort       |
| 1996  | Carl Otto         | Suède      | 2 615 m  | 1'16"1 | Rosalind's Guy   | Leif Witasp        | Charmy Skeeter    | Ubu La Garenne     |
| 1995  | Copiad            | Suède      | 2 600 m  | 1'14"5 | Texas            | Erik Berglöf       | Abo Volo          | Bolets Igor        |
| 1994  | Bolets Igor       | Suède      | 2 600 m  | 1'15"8 | Texas            | Lennart Forsgren   | Abo Volo          | Giant Force        |
| 1993  | Queen L           | Suède      | 2 600 m  | 1'15"4 | Crowntron        | Stig H. Johansson  | Vourasie          | Houston Laukko     |
| 1992  | Ursulo de Crouay  | France     | 2 100 m  | 1'16"1 | Mivus            | Joël Hallais       | Chief Litigator   | Brendy             |
| 1991  | Nordin Hanover    | États-Unis | 2 100 m  | 1'15"5 | Texas            | Olle Goop          | Cosmo Lobell      | Brendy             |
| 1990  | Piper Cub         | Suède      | 2 100 m  | 1'15"4 | Tibur            | Torbjörn Jansson   | Meadow Roland     | Columbus Laukko    |
| 1989  | JR Broline        | États-Unis | 2 100 m  | 1'14"3 | Speedy Somolli   | Olle Goop          | Indus             | Reado              |
| 1988  | Meadow Roland     | États-Unis | 2 100 m  | 1'15"6 | Nevele Pride     | Preben Kjaersgaard | Action Skoatter   | Grades Singing     |
| 1987  | Junior Lobell     | Danemark   | 2 625 m  | 1'17"  | Steve Lobell     | Sören Norberg      | Hej Flight        | Super Play         |
| 1986  | Noble Atout       | France     | 2 625 m  | 1'17"1 | Ura              | Jan Kruithof       | Megabucks         | Excurs             |
| 1985  | Pay Nibs          | Suède      | 2 100 m  | 1'16"1 | Quick Pay        | Dan Wegebrand      | Elizar H          | Prestadet          |
| 1984  | Micado C          | Suède      | 2 650 m  | 1'16"4 | Garry Håleryd    | Ulf Nordin         | Neutac            | Hickory Almahurst  |
| 1983  | Babesia           | Allemagne  | 2 100 m  | 1'17"8 | Abido            | Heinz Wewering     | E.O. Brunn        | Jorky              |
| 1982  | Jorky             | France     | 2 625 m  | 1'17"2 | Kerjacques       | Léopold Verroken   | Istraéki          | E.O. Brunn         |
| 1981  | Jorky             | France     | 2 625 m  | 1'18"4 | Kerjacques       | Léopold Verroken   | Istraéki          | Super Male         |
| 1980  | Jorky             | France     | 2 625 m  | 1'17"8 | Kerjacques       | Léopold Verroken   | Mustard           | Éjakval            |
| 1979  | Éjakval           | France     | 2 625 m  | 1'20"1 | Kerjacques       | Jean-Claude David  | Charme Asserdal   | Hillion Brillouard |
| 1978  | Charme Asserdal   | Suède      | 2 625 m  | 1'18"1 | Train Bloc       | Heikki Korpi       | Fakir du Vivier   | High Echelon       |
| 1977  | Pershing          | États-Unis | 2 625 m  | 1'17"7 | Nevele Pride     | Håkan Wallner      | Madison Avenue    | Dauga              |
| 1976  | Éléazar           | France     | 2 625 m  | 1'19"4 | Kerjacques       | Léopold Verroken   | Équiléo           | Dinès P            |
| 1975  | Équiléo           | France     | 2 625 m  | 1'19"1 | Paléo            | Bernard Froger     | Axius             | Early Boy          |
| 1974  | Dosson            | Italie     | 2 625 m  | 1'20"2 | Scotch Thistle   | Giancarlo Baldi    | Blaze Herbert     | Bailly II          |
| 1973  | Arménie           | France     | 2 625 m  | 1'20"3 | Osembe           | Léopold Verroken   | Ego Boy           | Cotentin           |
| 1972  | Lyon              | Suède      | 2 625 m  | 1'19"3 | Go               | Olle Elfstrand     | Volnay II         | Arménie            |
| 1971  | Une de Mai        | France     | 2 630 m  | 1'19"7 | Kerjacques       | Jean-René Gougeon  | Verdict           | Denar              |
| 1970  | Tony M            | France     | 2 625 m  | 1'20"4 | Horus L          | Léopold Verroken   | Eileen Eden       | Denar              |
| 1969  | Tidalium Pelo     | France     | 2 625 m  | 1'18"7 | Jidalium         | Jean Mary          | Upsalin           | Thétis IV          |
| 1968  | Train Bloc        | Suède      | 2 625 m  | 1'19"8 | Narcisse VIII    | Birger Widell      | Simmerl           | Kentucky Fibber    |
| 1967  | Simmerl           | Allemagne  | 2 600 m  | 1'21"3 | Unic d’Arvor     | Rolf Luff          | Vinci             | Nimble Boy         |
| 1966  | Nimble Boy        | États-Unis | 2 625 m  | 1'19"5 | Worthy Boy       | Johannes Frömming  | Simmerl           | Vinci              |
| 1965  | Oscar RL          | France     | 2 650 m  | 1'19"5 | Dubonnet         | Henri Levesque     | Elma              | Apex Hanover       |
| 1964  | Ozo               | France     | 2 625 m  | 1'19"3 | Vermont          | Johannes Frömming  | Oscar RL          | Nisos H            |
| 1963  | Nisos H           | France     | 2 625 m  | 1'19"2 | Tigre Royal      | Roman Krüger       | Pont-l’Évêque     | Brogue Hanover     |
| 1962  | Noé               | France     | 2 625 m  | 1'20"  | Ettlingen        | Carmelo Piccione   | Brogue Hanover    | Narvick DJ         |
| 1961  | Parität           | Allemagne  | 2 600 m  | 1'22"3 | Epilog           | Erich Speckmann    | Anwalt            | Alfa Romeo         |
| 1960  | Hairos II         | France     | 2 660 m  | 1'21"1 | Kairos           | Willem Geersen     | Anwalt            | Alfa Romeo         |
| 1959  | Icare IV          | France     | 2 660 m  | 1'20"6 | Javari           | Walter Baroncini   | Hairos II         | Stella Magis       |
| 1958  | Hairos II         | France     | 2 625 m  | 1'22"1 | Kairos           | Jan Kruithof       | Tampiko           | Ica VI             |
| 1957  | Gélinotte         | France     | 2 675 m  | 1'21"6 | Kairos           | Charley Mills      | Jokai             | Gay Noon           |